# Lijst van oorlogsmonumenten in Beverwijk
De Nederlandse gemeente Beverwijk heeft 12 oorlogsmonumenten. Hieronder een overzicht.
| Nr.  | Object                          | Herdachte groep                                                                                              | Ontwerper                         | Onthulling       | Type            | Locatie                                  | Plaats                  | Coördinaten                   | Foto                            |
| ---- | ------------------------------- | --- | --------------------------------- | ---------------- | --------------- | ---------------------------------------- | ----------------------- | ----------------------------- | ------------------------------- |
| 394  | Monument op het Stationsplein   | burgerslachtoffers, verzet Nederland                                                                         |                                   | 1969             | plaquette       | Stationsplein, 1948 LB                   | Beverwijk               | 52° 28' 41" NB, 4° 39' 18" OL | Monument op het Stationsplein   |
| 440  | Monument op het Westerhoutplein | militairen in dienst van het Ned. Kon. 1940-1945, burgerslachtoffers, vervolgden Nederland, verzet Nederland | Gerrit Bolhuis (1908)             | 4 mei 1949       | beeld/sculptuur | Westerhoutplein, 1943 AA                 | Beverwijk               | 52° 29' 3" NB, 4° 38' 39" OL  | Monument op het Westerhoutplein |
| 533  | Oorlogsmonument                 | militairen in dienst van het Ned. Kon. 1940-1945, burgerslachtoffers, vervolgden Nederland, verzet Nederland | Willem van Kuilenburg (1899-1955) | 10 mei 1949      | reliëf          | Zwaanstraat, 1949 BC                     | Wijk aan Zee            | 52° 29' 32" NB, 4° 35' 17" OL | Meer afbeeldingen               |
| 2492 | Indië-monument                  | militairen in dienst van het Ned. Kon. na 1945                                                               | Henk van Bugnum                   | 9 september 1995 | plaquette       | Kuenenplein, 1944 RK                     | Beverwijk               | 52° 29' 34" NB, 4° 39' 22" OL | Indië-monument                  |
| 4490 | Joods Namenmonument             | vervolgden Nederland                                                                                         |                                   | 25 maart 2020    | zuil            | Bankenlaan 174, 1943 NW                  | Beverwijk               |                               | Joods Namenmonument             |
|      | Joods gedenkteken               | vervolgden Nederland                                                                                         | Han Lokhorst                      | 1997             | zuil            | Breestraat bij 117                       | Beverwijk               |                               | Joods gedenkteken               |
|      | Grafmonument                    | geallieerde militairen                                                                                       |                                   |                  | grafmonument    | Bankenlaan 174                           | Beverwijk               |                               | Grafmonument                    |
|      | Grafmonument                    | geallieerde militairen                                                                                       |                                   |                  | grafmonument    | Voorstraat 1                             | Wijk aan Zee            |                               | Grafmonument                    |
|      | Gedenksteen voor Johan Kloes    | burgerslachtoffers                                                                                           |                                   |                  | plaquette       | Heemskerkerweg 39A                       | Beverwijk               |                               |                                 |
|      | Gedenksteen voor Hans Lubbers   | burgerslachtoffers                                                                                           |                                   |                  | plaquette       | Alkmaarseweg 148                         | Beverwijk               |                               |                                 |
|      | Stolpersteine                   | vervolgden Nederland                                                                                         | Gunter Demnig                     |                  | plaquette       | Zie Lijst van Stolpersteine in Beverwijk | Beverwijk, Wijk aan Zee |                               | Meer afbeeldingen               |

Aalsmeer ·
Alkmaar ·
Amstelveen ·
Amsterdam ·
Bergen ·
Beverwijk ·
Blaricum ·
Bloemendaal ·
Castricum ·
Den Helder ·
Diemen ·
Dijk en Waard ·
Drechterland ·
Edam-Volendam ·
Enkhuizen ·
Gooise Meren ·
Haarlem ·
Haarlemmermeer ·
Heemskerk ·
Heemstede ·
Heiloo ·
Hilversum ·
Hollands Kroon ·
Hoorn ·
Huizen ·
Koggenland ·
Landsmeer ·
Laren ·
Medemblik ·
Oostzaan ·
Opmeer ·
Ouder-Amstel ·
Purmerend ·
Schagen ·
Stede Broec ·
Texel ·
Uitgeest ·
Uithoorn ·
Velsen ·
Waterland ·
Weesp ·
Wijdemeren ·
Wormerland ·
Zaanstad ·
Zandvoort